# 제56회 미국 작가 조합상
제56회 미국 작가 조합상은 2003년 뛰어난 활동을 보인 영화 작가를 기리기 위해 2004년 2월에 열린 시상식이다. [서부]LA, 센츄리 플라자 호텔/[동부]뉴욕, 피에르 호텔에서 개최되었으며 사회자는 제인 캐즈매럭이다.

## 수상 및 후보

### 각본상
- 사랑도 통역이 되나요? - 소피아 코폴라 수상

### 각색상
- 아메리칸 스플렌더 - 로버트 풀치니 수상

### TV 애니메이션상
- 마크 에바니어 수상

### 월계수상
- 존 마이클 하예스 수상

### 멜저 상
- Father of the Pride - 마이크 베이커 수상

### 발렌타인 데이비스 상
- 닐 바어 수상

### 모건 콕스 상
- 제임스 D. 부채넌 수상

### 에블린 F. 버클리 상
- 존 맥케인 수상

### 이안 맥레랜 헌터 상
- 줄스 페이퍼 수상

### 리차드 B. 자브로우 상
- Ellen M. Violett 수상

### 파울 셀빈 명예상
- 더 펜타곤 페이퍼스 - 제이슨 호위치 수상

## 참고 문헌
- WGA - Previous award winners